# Okręg Nérac
Okręg Nérac (fr. Arrondissement de Nérac) – okręg w departamencie Lot i Garonna, w południowo-zachodniej Francji. Populacja w 2021 roku wynosiła 38 342 osoby.

## Podział administracyjny
W skład okręgu wchodzą następujące kantony:
- Casteljaloux,
- Damazan,
- Francescas,
- Houeillès,
- Lavardac,
- Mézin,
- Nérac.